# Elaeagnus yakusimensis
Elaeagnus yakusimensis är en havtornsväxtart som beskrevs av Masamune. Elaeagnus yakusimensis ingår i släktet silverbuskar, och familjen havtornsväxter. Inga underarter finns listade i Catalogue of Life.